# ダニー・フェリー
ダニエル・ジョン・ウィラード・フェリー（Daniel John Willard Ferry, 1966年10月17日 - ）は、アメリカ合衆国の元バスケットボール選手および経営者。
北米男子プロバスケットボールNBAのクリーブランド・キャバリアーズ、サンアントニオ・スパーズでプレーした。その後、サンアントニオ・スパーズの運営会社の副社長を務めたこともあり、2005年から2010年までクリーブランド・キャバリアーズのGMを務め、 2012年から3年間はアトランタ・ホークスのGMを務めていた。

## 経歴

### 選手
デューク大学卒業後、1989年のNBAドラフト1巡目2位でロサンゼルス・クリッパーズに指名されるが、入団せず1989年イタリアプロリーグのパッラカネストロ・ヴィルトゥス・ローマでプレーした。翌シーズンクリーブランド・キャバリアーズに入団し、NBAプレーヤーとなった。10シーズンプレーした後2000年サンアントニオ・スパーズに入団し、2003年の優勝に貢献した。通算成績は6,439得点(7.0ppg)、2,550リバウンド(2.8rpg)、1,185アシスト(1.3apg)。

### GM
2005年から2010年までクリーブランド・キャバリアーズのGMを務め、2012年アトランタ・ホークスのGMに就任した。
2014年夏にルオル・デンに関して人種差別発言をしていた疑義が持ち上がり休職していたが、2015年6月に残りの契約のバイアウトに合意し退団した。その後、アトランタの法律事務所による詳細な独自調査で、デンやその人種、母国に対するネガティブな偏見を示す証拠は見つからなかった。

### アドバイザー
2016年6月8日、ニューオーリンズ・ペリカンズの特別アドバイザーに就任した。